# Kanton Moissac
 Moissac is een kanton van het Franse departement Tarn-et-Garonne. Het kanton maakt deel uit van het arrondissement  Castelsarrasin .
In 2020 telde het 15.031 inwoners.

Het kanton werd gevormd ingevolge het decreet van 27 februari 2014 , met uitwerking op 22 maart 2015, met Moissac als hoofdplaats.

## Gemeenten
Het kanton omvat volgende 3 gemeenten:.
- Lizac
- Moissac
- Montesquieu